# コンプリート・コントロール
「コンプリート・コントロール」 (Complete Control) は、ザ・クラッシュがシングルとしてリリースした曲。アメリカ盤『白い暴動』にも収録されている。
この曲はしばしばパンクの最も偉大な曲として取り上げられる。前作の「リモート・コントロール」がバンドへの相談無しにリリースされた事への怒りに端を発した、レコード会社やマネージャー、パンクロック自身の情勢への熱い反論となっている。また、当時バンドを支配していたマネージャー —クラッシュのバーニー・ローズ、セックス・ピストルズのマルコム・マクラーレン— に触れており、これはまさにこの曲のタイトルの意味そのものである。
この曲はバンドの警察との対立にも触れる。彼らはファンが無料でギグに入れるよう楽屋のドアや窓を開けておいた。そんなパンクの理想は、バンドが取り込まれつつある企業の現実主義や裏切り、彼らの感じた怒りにより潰されてしまった。この曲を支配するメッセージは次の一節に集約される。
このメッセージは、一部の批評家には「世間知らず」として笑いものにされた。伝説的DJジョン・ピールはその一人で、「CBSは慈善事業をやっているわけじゃ無い」とほのめかした。一方でこの曲に対する支持も以下のようにあった。
ロンドン、ホワイトチャペルのサーム・イースト・スタジオでミッキー・フットを技師とし、リー・ペリーをプロデューサーとして録音された。ペリーは自作でジュニア・マーヴィンのヒット曲「ポリスとこそ泥」をクラッシュがカヴァーしたのを聞き、彼らの写真をジャマイカのブラック・アート・スタジオの壁に描かせた（このような名誉的扱いを受けた白人アーティストは他にいない）人物である。クラッシュは彼がボブ・マーリー&ザ・ウェイラーズのプロデュースのためロンドンに来ていることを聞き、自分たちのプロデュースに招いた。ペリーはすぐにこれに応じた。
トラッキング・セッションでペリーはシムノンの楽器から深いベースサウンドを取り出すのをあきらめたと、ペリーやクラッシュの伝記は伝えている。しかし、1979年の「ミュージカル・エクスプレス」誌や「ヒット・パレーダー」誌にストラマーとジョーンズが寄せた手記によると、ペリーはジョーンズのギター・プレイを「鉄の拳で演奏されたようだ」と賞賛した。
ペリーの仕事はしかし、和らげられた。バンドは彼らの曲をいじり、ギターを前に出し、エコーを控えめにした。
この曲はまた、テリー・チャイムズに替わるドラマーとしてトッパー・ヒードンが初めてレコーディングに参加した曲である。
伝えられるところではペリーはミキサーのデイヴを「クールなオペレーターの一人」と評した。この曲は全英チャートで28位になり、バンドとして初めて30位以内に入った曲となる。1999年にはCBSがライヴ・ヴァージョンをシングルリリースした。2004年にはローリング・ストーン誌の「最も偉大な500曲」で361位に選ばれている。

## 順位
| チャート             | 最高順位 | 日付 |
| -------------------- | -------- | ---- |
| 全英シングルチャート | 28       |      |

## Notes
1. ↑  ドン・レッツ; ジョー・ストラマー、ミック・ジョーンズ, ポール・シムノン、トッパー・ヒードン、テリー・チャイムズ、リック・エルグッド、ザ・クラッシュ『ウェストウェイ・トゥ・ザ・ワールド』（ドキュメンタリー）ソニー・ミュージックエンタテインメント、Dorismo、アップタウン・フィルムズ、ニューヨーク、該当時間: 11:45。ISBN 0738900826。
2. ↑  “The RS 500 Greatest Songs of All Time”.   ローリングストーン (2004年12月9日). 2007年11月22日閲覧。 “361. Complete Control, The Clash”
3. ↑  “Complete Control The Clash”. The RS 500 Greatest Songs of All Time.   ローリングストーン (2004年12月9日). 2007年11月22日閲覧。

## References
- パット・ギルバート (2005) [2004]. Passion Is a Fashion: The Real Story of The Clash (第4版 ed.). ロンドン: オーラム・プレス. ISBN 1845131134
- マーカス・グレイ (2005) [1995]. The Clash: Return of the Last Gang in Town (改訂第5版 ed.). ロンドン: ヘルター・スケルター. ISBN 1905139101
- ジョニー・グリーン; ゲイリー・バーカー (2003) [1997]. A Riot of Our Own: Night and Day with The Clash (第3版 ed.). ロンドン: オリオン. ISBN 0752858432
- ボブ・グルーエン; クリス・セールウィクズ (2004) [2001]. ザ・クラッシュ (第3版 ed.). ロンドン: オムニバス. ISBN 1903399343
- クリス・ニーズ (2005-01-25). Joe Strummer and the Legend of the Clash. ロンドン: プレクサス. ISBN 085965348X
- キース・トッピング (2004) [2003]. ザ・コンプリート・クラッシュ (第2版 ed.). リッチモンド: レイノルズ&ハーン. ISBN 1903111706